# Кубок Наций по пляжному футболу
Кубок Наций по пляжному футболу 2023 года — международный турнир по пляжному футболу, проходивший с 21 по 23 июля в Санкт-Петербурге. Турнир проводился впервые.
Победителем стала сборная России. Лучшим игроком турнир был признан сенегалец Диане Мандионе. Максимальная посещаемость зафиксирована 23 июля на финальном матче России и Ирана.

## Результаты турнира
| Место | Команда | Игры | РЗМ   | Очки |
| ----- | ------- | ---- | ----- | ---- |
| 1     | Россия  | 3    | 13:7  | 9    |
| 2     | Иран    | 3    | 18:5  | 6    |
| 3     | Сенегал | 3    | 10:12 | 3    |
| 4     | ОАЭ     | 3    | 1:18  | 0    |

Матчи турнира проходили в одной группе в формате «каждый с каждым». За победу команда получала три очка, за ничью — одно, за поражение — ноль, за победу по пенальти — два очка.
| Иран | 5 : 1 | Сенегал |
| ---- | ----- | ------- |
|      |       |         |

| Россия | 3 : 0 | ОАЭ |
| ------ | ----- | --- |
|        |       |     |

| ОАЭ | 0 : 10 | Иран |
| --- | ------ | ---- |
|     |        |      |

| Сенегал | 4 : 6 | Россия |
| ------- | ----- | ------ |
|         |       |        |

| Сенегал | 5 : 1 | ОАЭ |
| ------- | ----- | --- |
|         |       |     |

| Россия | 4 : 3 | Иран |
| ------ | ----- | ---- |
|        | Финал |      |

## Мнения о турнире
Главный тренер сборной России по пляжному футболу Михаил Лихачёв: «Атмосфера на стадионе хорошая. Единственное — меня удивляют неполные трибуны. Я вижу такое впервые. Обычно, когда турниры проходят в Москве, аншлаги. Может, это связано с ценами на билеты. Хотелось бы видеть аншлаг, чтобы не было свободных кресел».
Вратарь сборной России по пляжному футболу Денис Пархоменко: «Какие могут быть ощущения, когда за полтора года играем на первом международном турнире такого масштаба… Конечно, счастье! Всегда волнительно, переживаешь, но от этого больше эмоций, мы по ним скучали. Игру сборной можно сравнить с днем рождения. В наших реалиях такие мероприятия настолько редкие, что к ним нужно относиться с уважением. Всегда приятно играть дома».
Игрок сборной России по пляжному футболу Артём Волошин: «Отдельное спасибо болельщикам, которые пришли и поддерживали нас всю игру. Уверен, в субботу их будет ещё больше. Мы всех приглашаем и ждём».